# Église Saint-André de Cristot
Pour les articles homonymes, voir Église Saint-André.
L'église Saint-André est une église catholique située à Cristot dans le département français du Calvados en région Normandie. Datant du XIIIe siècle, elle est en partie inscrite au titre des monuments historiques.

## Localisation
L'église est située dans le département français du Calvados, dans le bourg de Cristot.

## Historique
L'église est construite au XIIe siècle.

## Architecture
Le chœur est inscrit au titre des monuments historiques depuis le 16 mai 1927. Il a été très endommagé lors de la bataille de Normandie et ne subsiste qu'à l'état de vestiges.

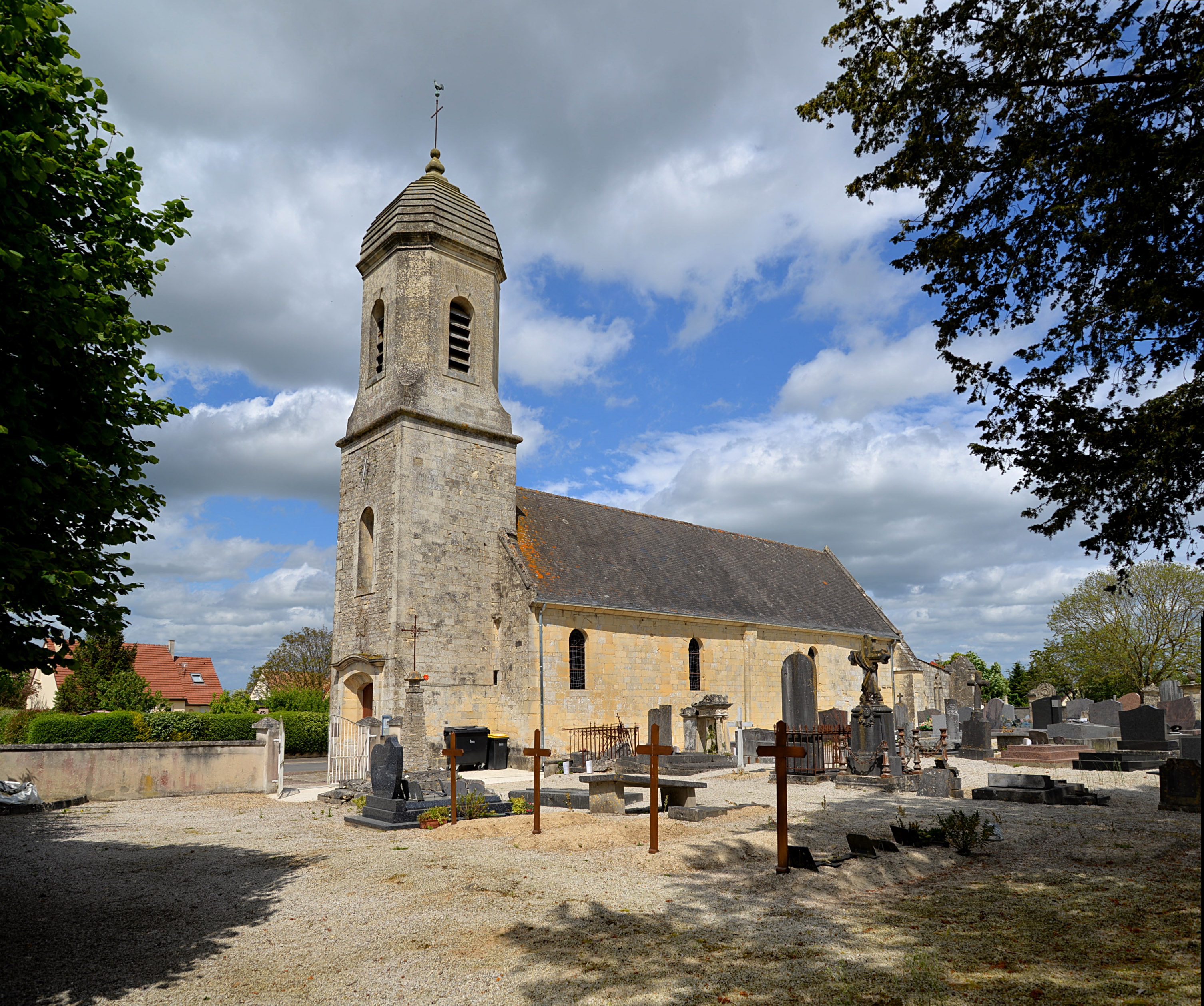
Vue sud-ouest de l'église.
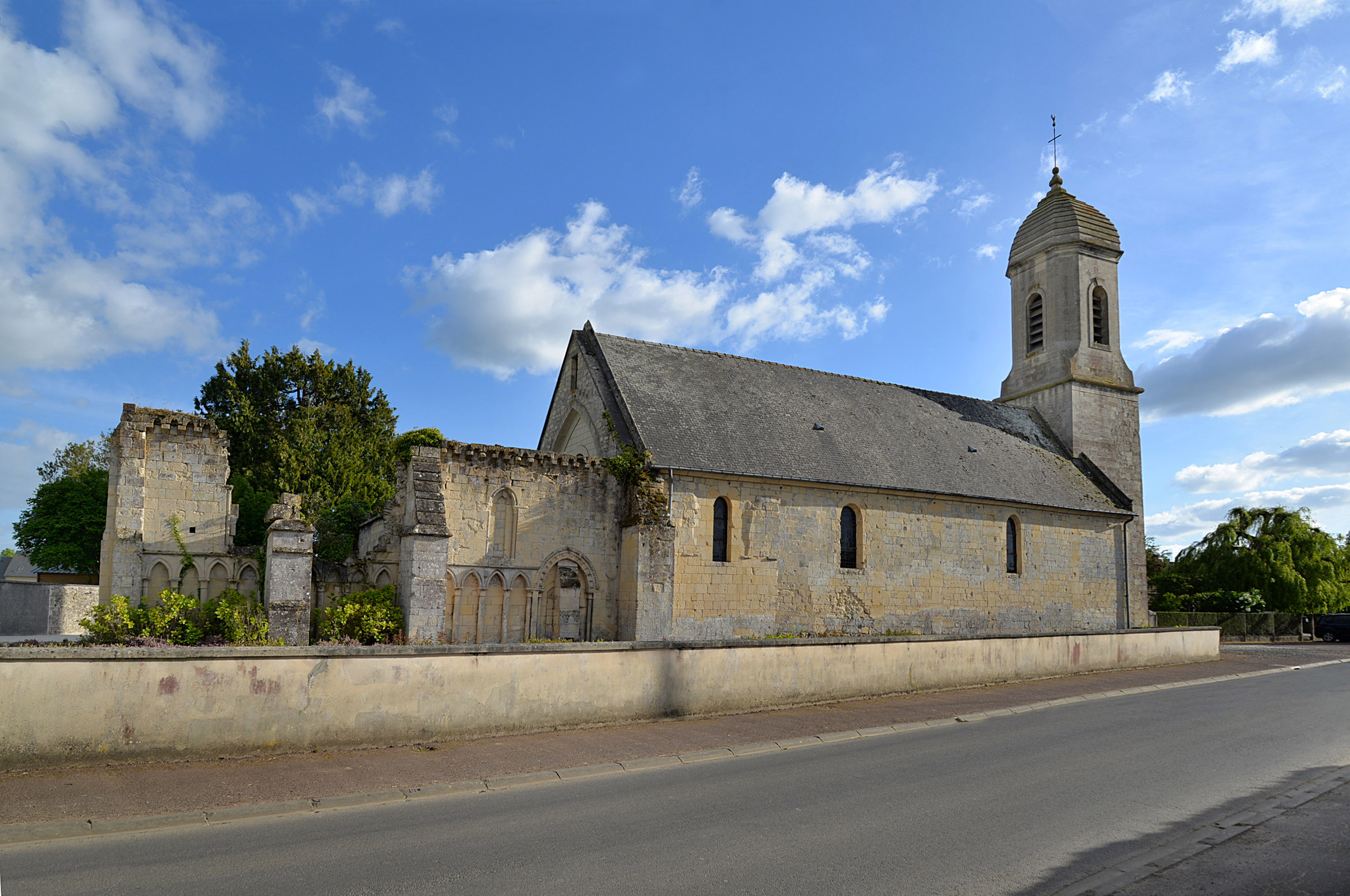
Vue nord-est de l'église.
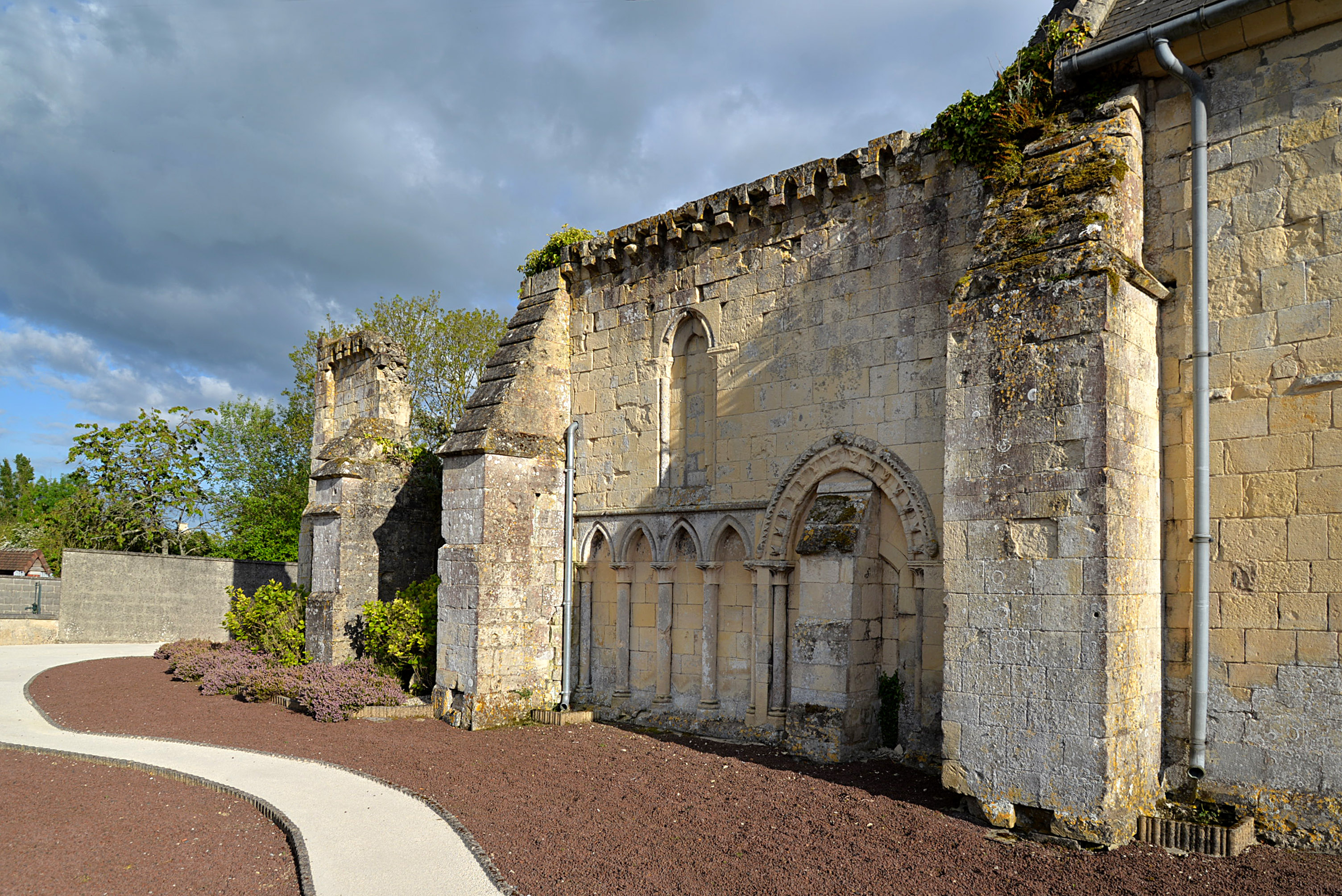
Restes du chœur de l'église.
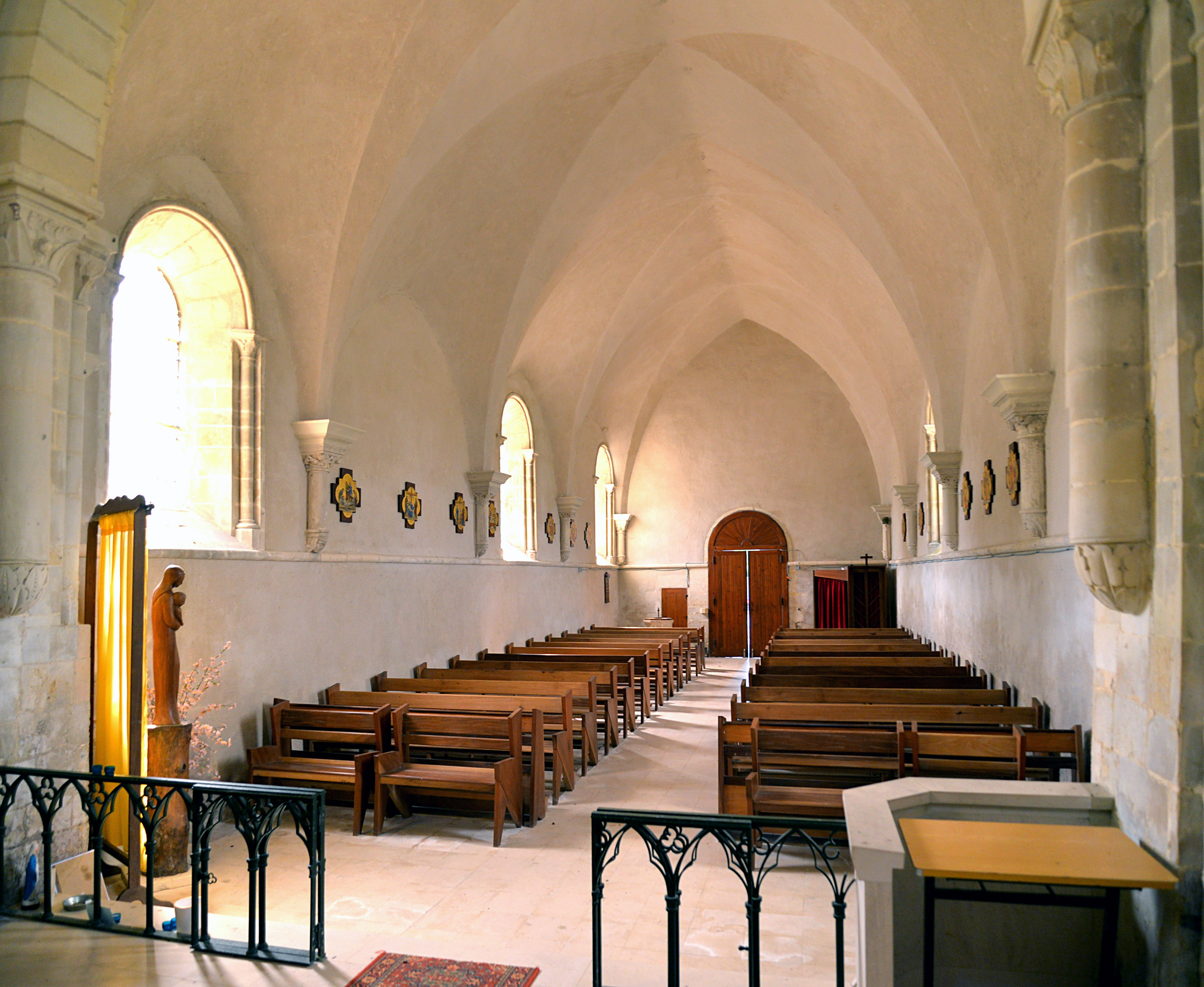
Vue de la nef depuis le chœur.
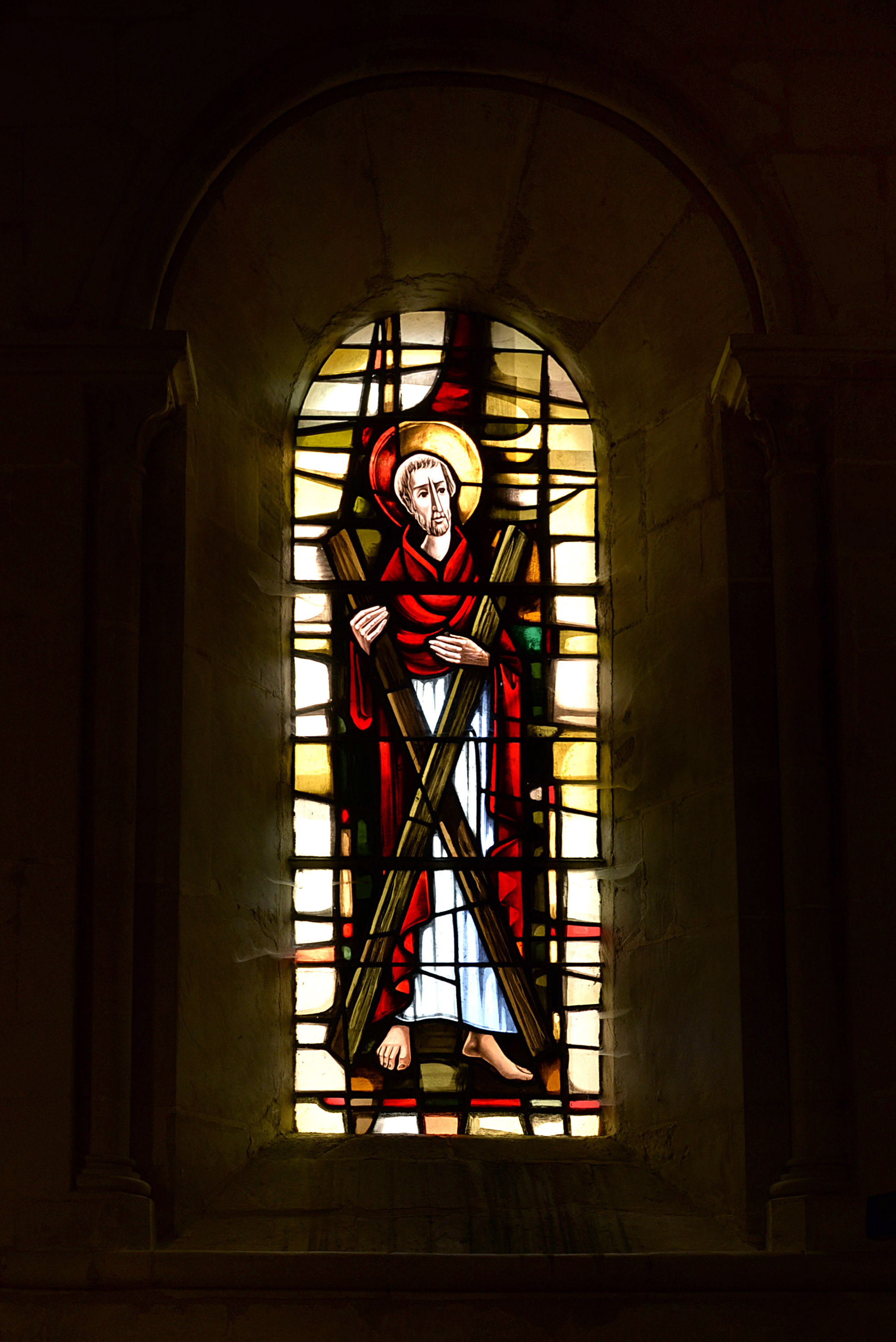
Vitrail représentant saint André.
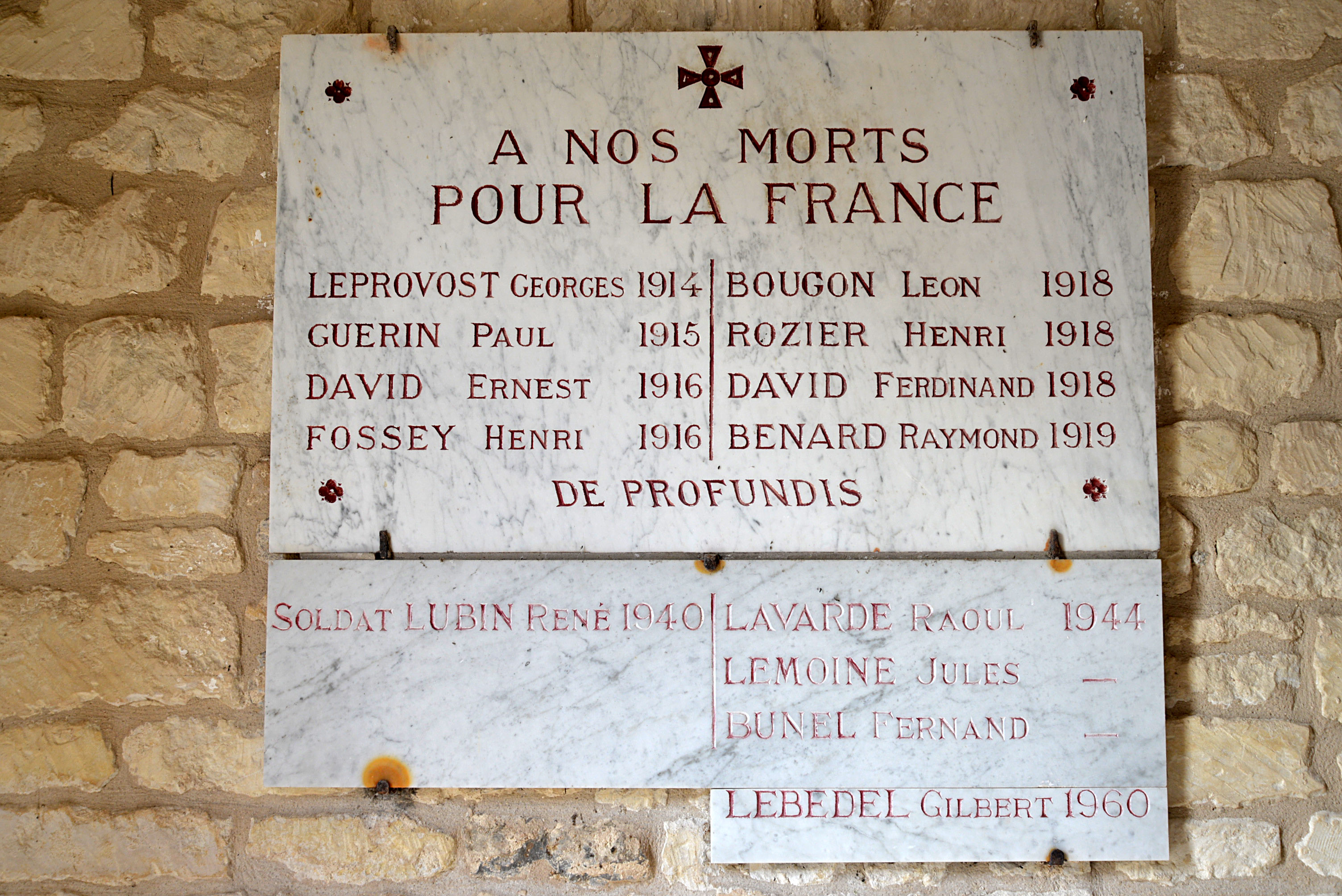
Plaques commémoratives.
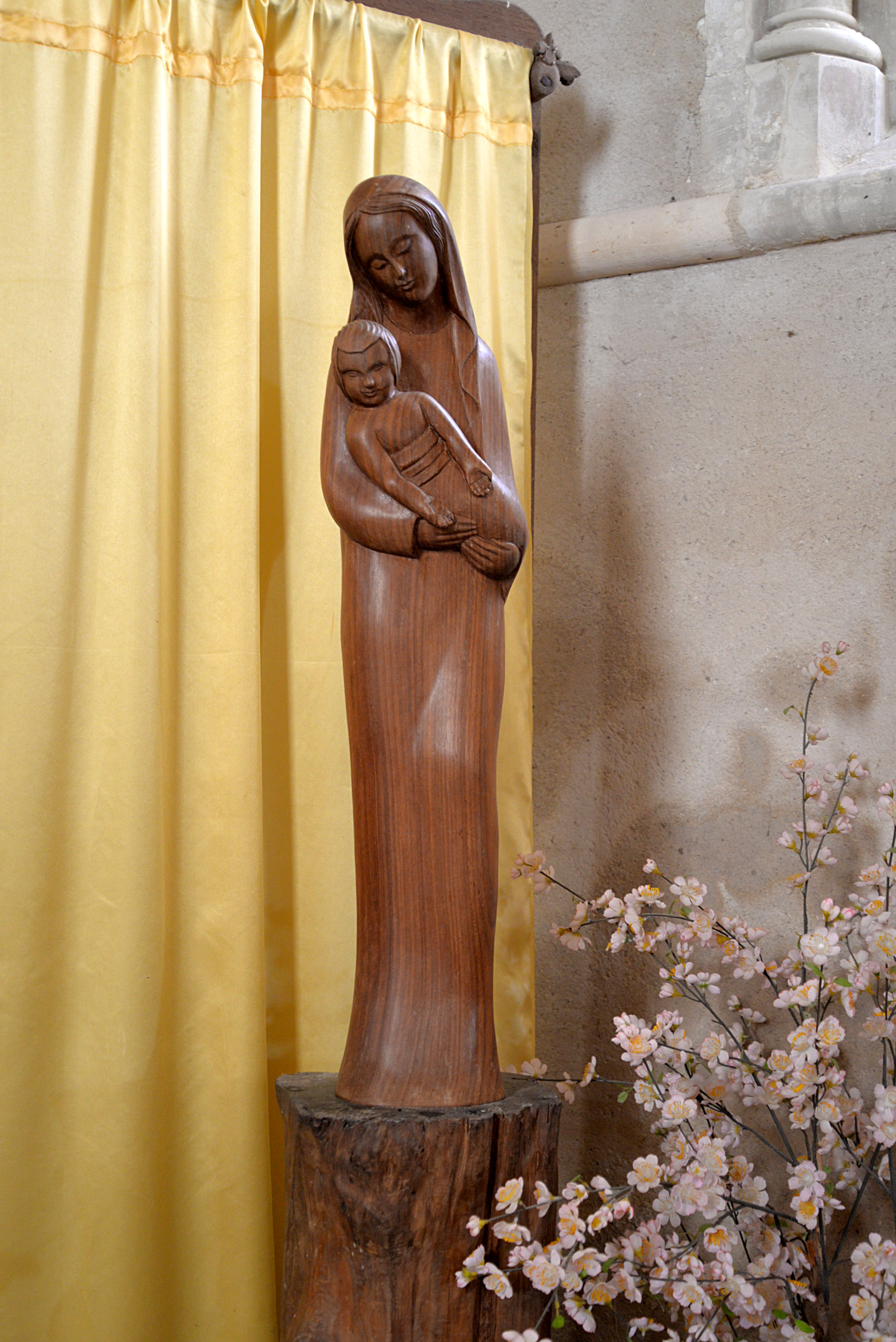
Vierge à l'enfant.